# Stripping-Film
Als Stripping-Film bezeichnete man ursprünglich einen Papierfilm, der 1884 von George Eastman entwickelt wurde und von der Eastman Company, die 1881 als Eastman Dry Plate Company gegründet und 1889 in Eastman Company umbenannt worden war, hergestellt wurde.
Ab Ende der 1960er Jahre wurde von Agfa ein Strippingfilm angeboten, der aus einem dickeren Trägerfilm aus Polyester mit einem darauf befindlichen dünnen Filmchen mit der lichtempfindlichen Emulsionsschicht bestand. Dieser wurde insbesondere bei der Kartenherstellung und -fortführung und in der Druckvorstufe eingesetzt.

## Funktionsweise
Bei ersterem handelte es sich um einen mit Gelatine beschichteten Rollfilm, bei dem die Gelatineschicht (die fotografische Emulsion) nach der Belichtung abgezogen und auf eine Glasplatte übertragen wurde; das Bild auf dem Glasträger musste dann erneut auf eine Gelatineschicht übertragen werden, um Abzüge herzustellen. Mit diesem Filmtyp arbeitete beispielsweise die Kodak Nr. 1.
Papier als Träger erwies sich in der Weiterverarbeitung als nicht besonders praktisch, daher ersetzte Eastman das Trägermaterial wenig später durch das Celluloid; das Nachfolgeprodukt wurde unter der Bezeichnung American Film, einem Zelluloidfilm, ab 1891 vermarktet.

## Bedeutung
Die häufig kolportierte Einschätzung, der Stripping-Film habe die Amateurfotografie ausgelöst, erweist sich bei näherer fotohistoriografischer Betrachtung als Legende; wie beispielsweise der Fotohistoriker Timm Starl nachweist, setzte die private Bildproduktion durch Amateurfotografen bereits deutlich früher ein. Auch die Behauptung, George Eastman habe den Rollfilm erfunden, erweist sich bei der wissenschaftlichen Betrachtung als durch das Marketing von Kodak lancierte Legende.
Unumstritten machte der Rollfilm der fotografischen Platte ab den 1890er Jahren Konkurrenz; Plattenkameras hielten sich zwar noch bis in die 1930er Jahre, verloren aber stetig an Marktbedeutung.

## Verwendung in der Druckvorstufe und in der Kartographie
Als Stripfilm oder Strippingfilm wird ebenfalls ein in der Druckvorstufe vor allem zur Korrektur von Textfehlern oder Ergänzung von Logos und Signets verwendeter Strichfilm bezeichnet. Auf seine Emulsionsseite wird seitenrichtig und positiv das gewünschte Motiv oder Text belichtet oder kontaktet. Nach der Entwicklung wird auf die Emulsionsseite ein transparenter, doppelseitiger Klebestreifen oder ein dünner Klebstofffilm aufgebracht und hiermit auf den zu korrigierenden Offsetfilm geklebt; anschließend wird das Trägermaterial abgezogen, so dass nur die Emulsion auf dem zu ändernden Film haften bleibt. Vorteil dieser Methode gegenüber dem Einfügen von normalem Reprofilm in die Offsetfilm-Montage war der Wegfall des Trägermaterials und damit die Verringerung oder Vermeidung von Lichtstreuungen an den Grenzflächen zwischen Korrekturfilm/Trägerfilm/Offsetdruckplatte bei der späteren Belichtung auf die Offsetdruckplatte.
Für die Anwendung bei der Kartenherstellung oder -fortführung wurde über Kontaktkopien und Negativen ein Strippingfilm (von Agfa) belichtet. Die Zeichen, die sich nun auf dem dünnen Filmchen befanden, wurden nach Auftrag eines Kontaktklebemittels (z. B. Wachs) mit einem scharfen Schaber/Skalpell/Messer eingeritzt und vom Trägerfilm abgelöst, auf dem Kartenoriginal platziert, ggf. (z. B. bei Beschriftung gekrümmter Gewässer oder kurvenreicher Straßen) eingeschnitten und gebogen und anschließend festgerieben/fixiert.
Die bezeichneten Verfahren waren noch bis in die 1990er Jahre gebräuchlich, wurden aber in der Druckindustrie schon mit der zunehmenden Verbreitung des Fotosatzes ab Anfang der 1970er Jahre durch zunehmende Ganzseitenkorrekturen zurückgedrängt. Die Möglichkeit, im DTP-Bereich auch Sonderzeichen und Logos problemlos in die Drucksachen einzufügen, beendete die Nutzung von Stripfilmen fast vollständig. Strippingfilm wird seit einigen Jahren nicht mehr hergestellt.